# Lehmbau

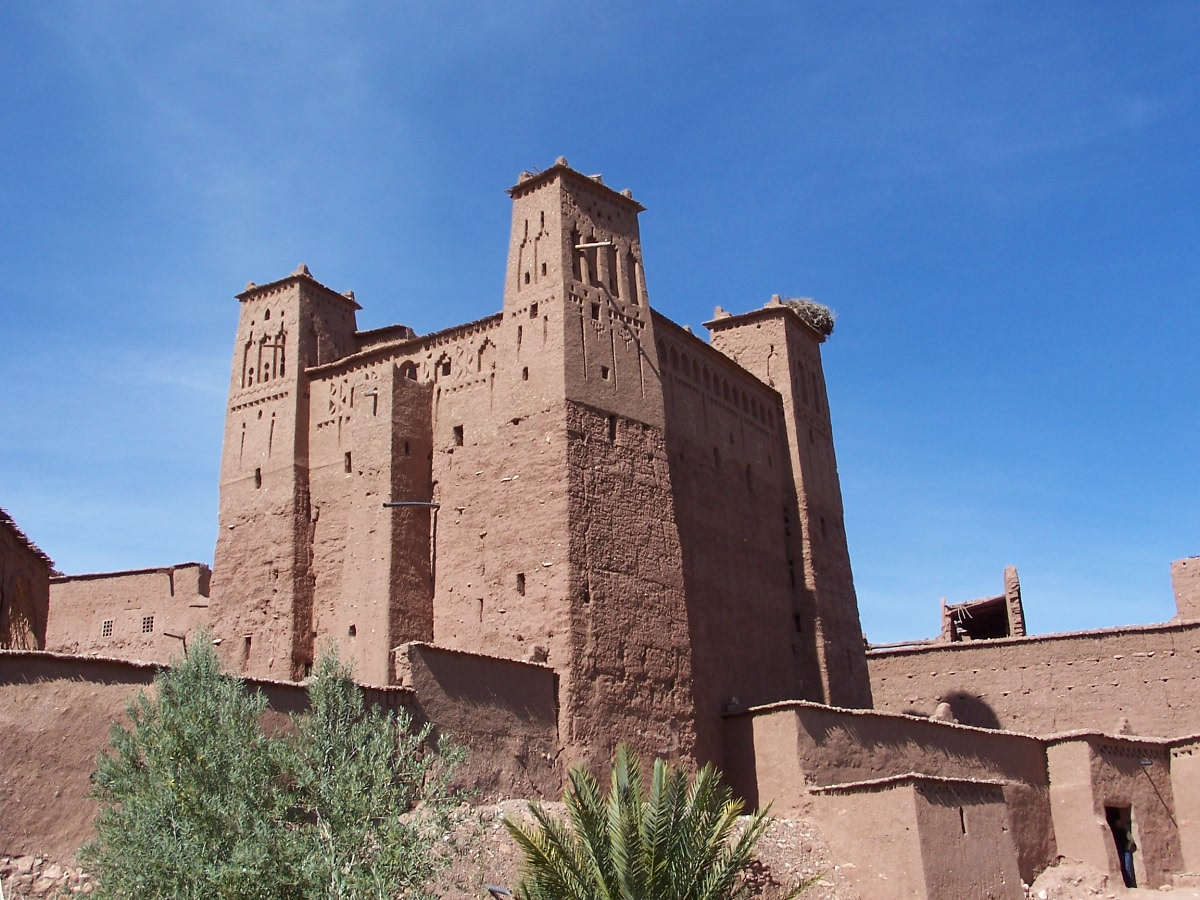
Wohngebäude (tighremt) aus Stampflehm in Aït-Ben-Haddou, Marokko

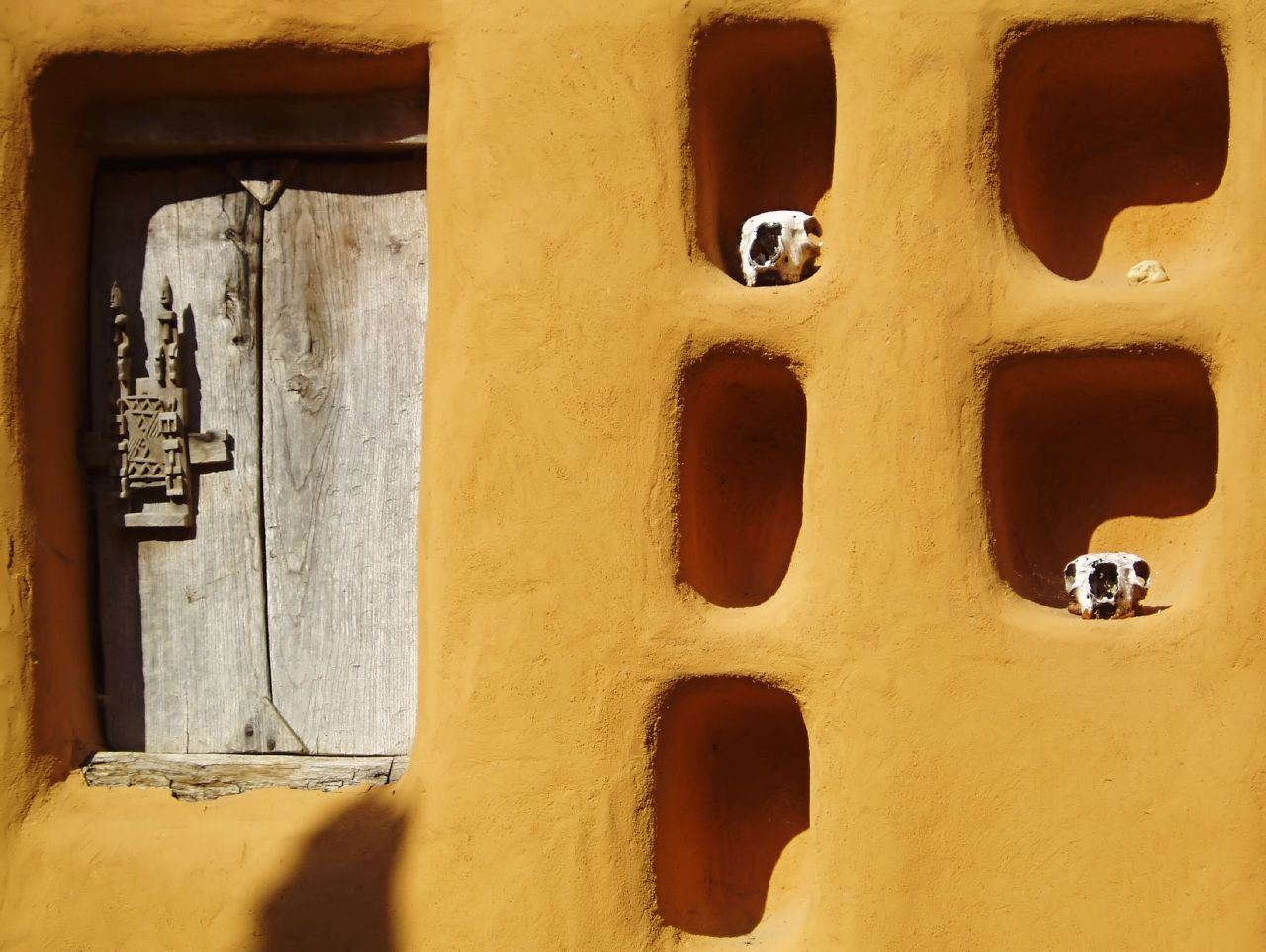
Lehmhaus der Dogon in Mali

Lehmbau bezeichnet die Errichtung von Bauwerken aus Lehm und die so entstandenen Bauwerke selbst. Dabei werden verschiedene tragende und nichttragende Bauweisen angewandt. Tragende Wände werden überwiegend aus Stampflehm, Lehmziegeln oder als Holzfachwerk mit Gefachen aus Lehm erstellt. Leichtlehm mit unterschiedlichen Zuschlägen hat gegenüber Lehm eine geringere Rohdichte und Druckfestigkeit.
In trockenen (ariden) Klimazonen sind auch ungeschützte Lehmoberflächen sehr dauerhaft.
Lehmbauten sind insbesondere in bäuerlichen Gesellschaften mit beschränktem Zugang zu industriell gefertigten Baustoffen heute noch verbreitet, so etwa im mittleren Osten, nördlich und südlich der Sahara, bei den Pueblo-bauenden Indianern Nordamerikas und in den Anden.
Aus Spanien ist die Mudéjares-Architektur bekannt.

## Lehm als Baustoff

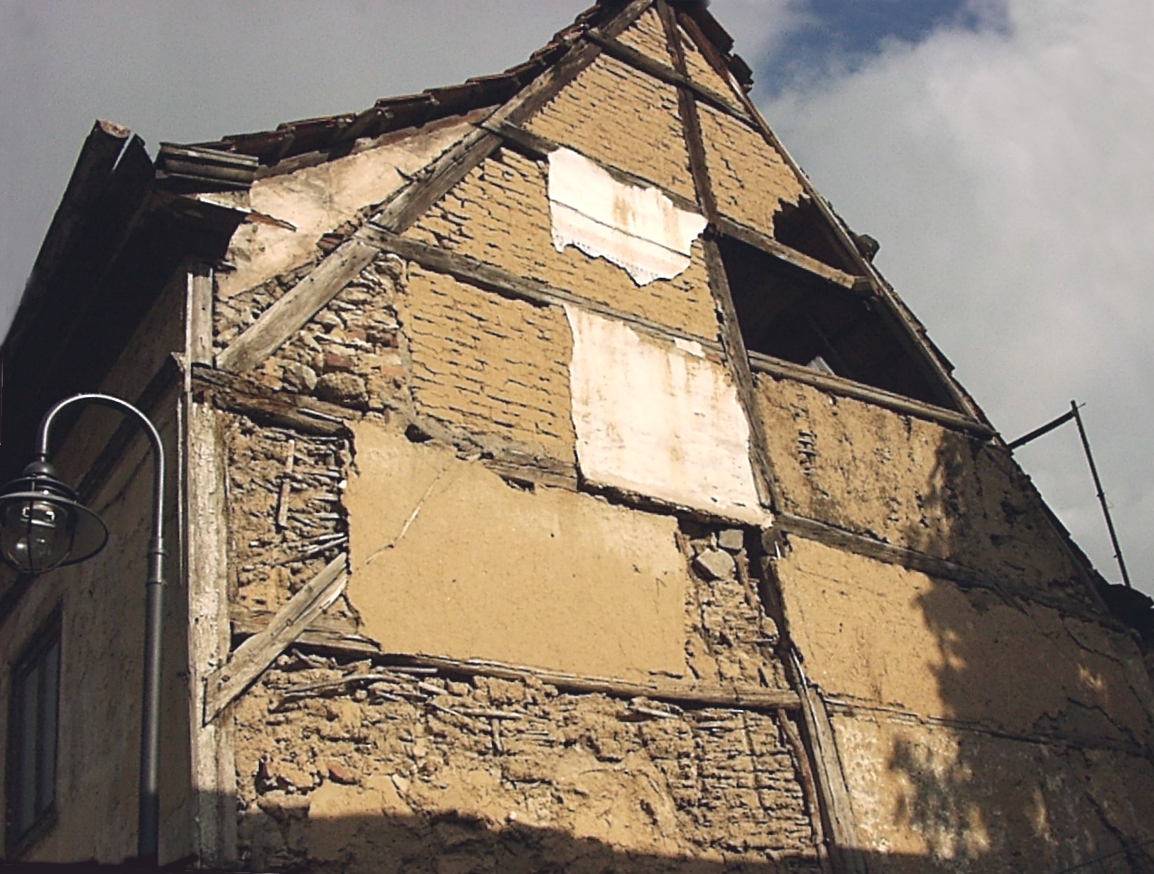
Fachwerkhaus mit freigelegter Konstruktion mit Gefachen mit Holzgeflecht und Lehmbewurf und Gefachen mit Lehmziegeln in Bad Langensalza

Oft kann der Lehm direkt an der Baustelle aus dem Boden gewonnen werden. In den meisten Dörfern finden sich noch alte Lehmkuhlen, aus denen früher der Lehm abgebaut wurde.
Inzwischen sind viele Fertigprodukte erhältlich, die den Lehmbau effizienter machen. Dadurch kommt es wieder verstärkt zu Lehmbauten. Der Lehmmörtel wird trocken und fein gemahlen in Säcken geliefert und kann mit einem Freifallmischer wie Zementmörtel bzw. Beton verarbeitet werden. Moderner Baulehm enthält diverse andere Faserstoffe, Speicher- und Quellstoffe, die die Verarbeitung vereinfachen und den Lehm belastbarer und feuchtigkeitsbeständiger machen. Leicht- und „Thermolehm“-Mischungen haben wärmedämmende Eigenschaften.

### Zusammensetzung
Der zum Bauen verwendete Lehm ist eine Mischung aus Ton, Schluff (Feinstsand) und Sand, die feucht in Form gebracht und dann getrocknet wird. Wenn der Lehm zu viel Sand enthält (er ist zu mager), wird er bröckelig; zu viel Ton (er ist zu fett) hingegen bewirkt, dass er Risse bekommt. In vielen Gegenden wird dem Lehm Stroh zugesetzt. Stroh verringert die Dichte der Lehmmischung und verbessert die Wärmedämmeigenschaften. Außerdem wirkt das Stroh als Armierung der Rissbildung entgegen. Heute werden vorzugsweise feinere Fasern zugemischt, welche die Verarbeitbarkeit der Mischung deutlich verbessern und den rißfreien Auftrag dünnerer Schichten ermöglichen.
Traditionell wurden auch Kuhdung und Pferdemist beigemischt. Pferdeäpfel enthalten einen hohen Anteil an Faserstoffen, da das Pferd kein Wiederkäuer ist und die Cellulose nicht zersetzen kann. Organische Anteile des Dungs gehen mit den mineralischen Lehmbestandteilen komplexe Verbindungen ein, welche die technischen Eigenschaften verbessern.
Eine Zugabe von Kalk wirkt desinfizierend, neutralisiert Säuren zu Salzen – dies erhöht die Wasserspeicherkapazität – und schließt die Oberfläche der Zellulosen auf, sodass sie sich besser im Lehm verankern.

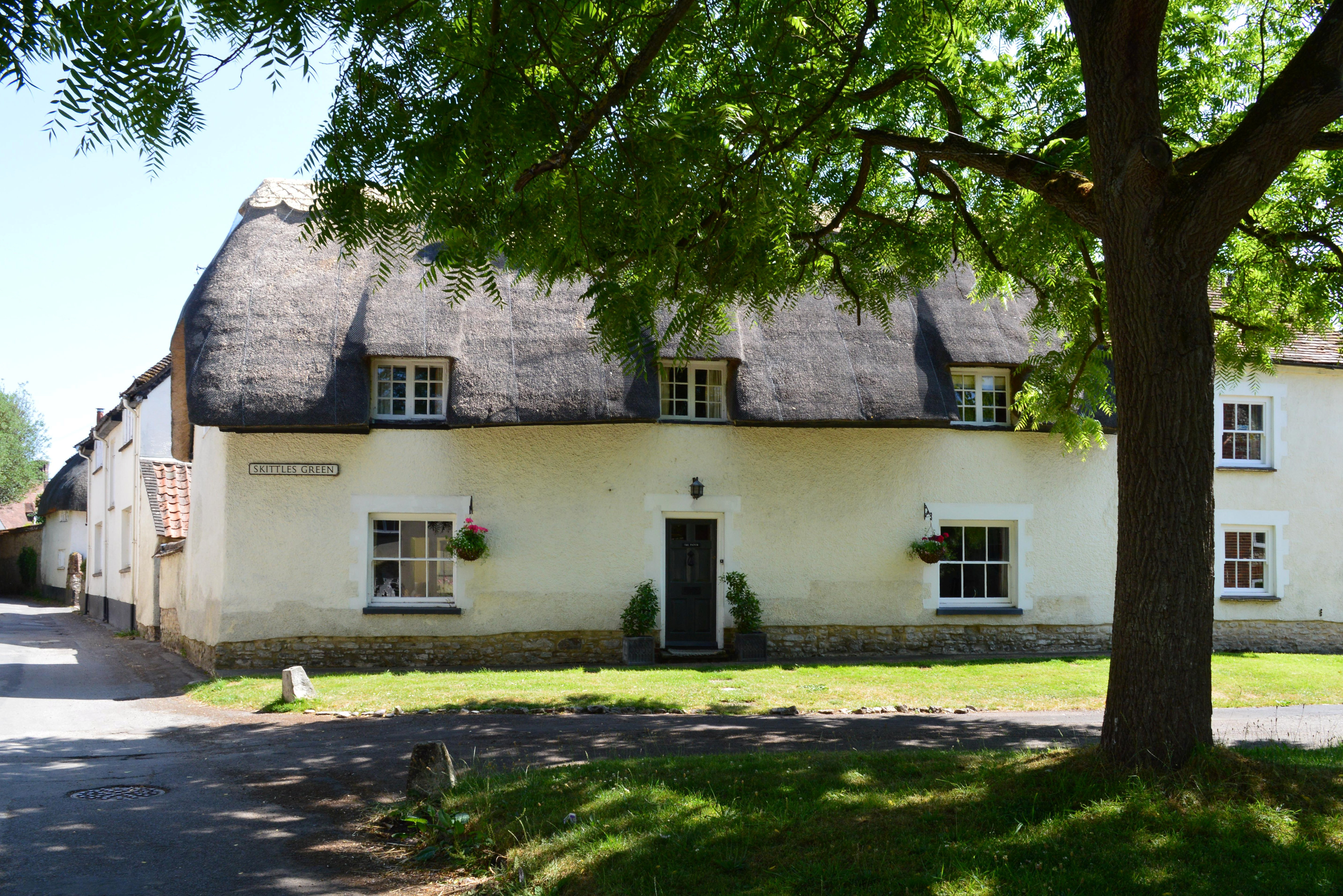
Ein Wychertbau in England.

Je nach örtlicher Verfügbarkeit wurden dem Lehm verschiedene Füllstoffe beigemischt, die auch einen Einfluss auf die technischen Eigenschaften haben können.
In der südenglischen Grafschaft Buckinghamshire wurde dem Lehm traditionell Kreide zugemischt. Die dadurch aufgehellte Lehmmischung wird als wychert oder witchert bezeichnet.

### Positive Eigenschaften
Das Klima in Lehmgebäuden ist angenehm, da der Lehm ein hohes Wärmespeicherungsvermögen aufweist und damit temperaturausgleichend wirkt. Auch die Luftfeuchtigkeit wird stabilisiert, da Lehm Feuchtigkeit speichert und langsam aufnimmt oder abgibt.
Gegenüber Zement hat Lehm einige sehr positive Eigenschaften, die ihn für ökologisches Bauen interessant machen.
- Lehm ist schadstofffrei (abgesehen von freigesetzten Radon-Isotopen wie Thoron[3]) und hautfreundlich.
- Zur Aufbereitung und Verarbeitung wird sehr wenig Primärenergie benötigt.
- Lehm wirkt luftfeuchteregulierend und ist diffusionsfähig.
- Trockener Lehm wirkt antibakteriell und abweisend gegen Schädlinge.
- Lehm konserviert Holz.
- Lehm ist vollständig recycelbar.
- Lehm speichert Wärme.
- Lehm bindet Schadstoffe.
- Lehm ist schwer entflammbar.

So schafft Lehm ein für den Menschen angenehmes und gesundes Raumklima. Im Sommer, wenn es draußen sehr heiß ist, sind die Räume in einem Lehmhaus angenehm kühl. Im Winter schützt der Lehm durch seine feuchteregulierende Eigenschaft vor zu trockener Raumluft. Bei Lehm muss darauf geachtet werden, dass dieser unvergütet angeboten wird. In der heutigen Zeit werden Lehmputze mit Klebstoffen versehen, um die Verarbeitung zu vereinfachen. Dies schränkt den Lehm in seinen positiven Eigenschaften wesentlich ein. Nur unvergütete, reine Lehmverputze können die Eigenschaften uneingeschränkt weitergeben.

## Lehmbautechnik

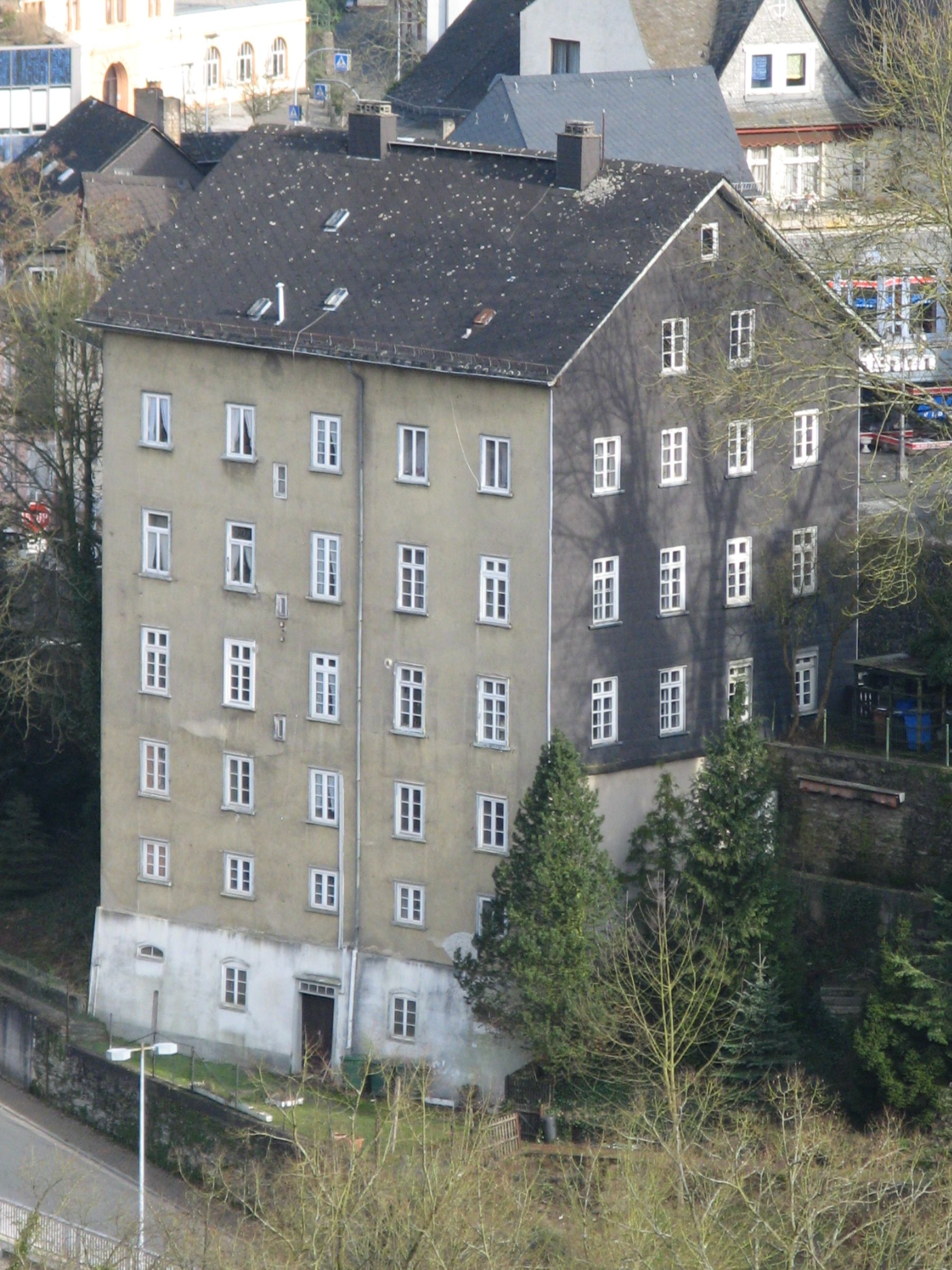
Weilburg, Hessen, Haus Hainallee 1 – höchstes Stampflehmgebäude Deutschlands

### Bauweisen
Es können vor allem drei Wand-Bauweisen unterschieden werden:
- Fachwerkbauten mit Ausfachungen aus Lehm. Vorteilhaft in feuchtem Klima, da die Ausfachung unabhängig von der Tragkonstruktion hergestellt werden kann, wenn das Dach bereits gedeckt ist.
- Massive Gebäude aus ungebrannten Lehmziegel. International verbreitet, da nur Lehm und Sand benötigt wird und die getrockneten Ziegel einfach zu transportieren und zu vermauern sind. Vorteilhaft in Trockengebieten, da Holz nur für die Deckenkonstruktion benötigt wird.
- Massive Stampflehmwände, teilweise zwischen Holzständern oder kombiniert mit Ziegelmauerwerk.

Bei der Herstellung einer Mauer aus Lehmziegeln werden Mauer- und Putzmörtel oft auch aus Lehm angemischt.
Die in Oberägypten und Nordsudan bekannten „nubischen Gewölbe“ aus Lehmziegel können ohne Schalung mit einer beweglichen Hilfslehre errichtet werden.
Beim Stampflehmbau, auch Pisee- oder Pisé-Bauweise genannt, wird die erdfeuchte Lehmmischung meist in eine hölzerne Schalung gestampft (Beispiel: die Kapelle der Versöhnung in Berlin). Bei der ehemals in Thüringen und Sachsen verbreiteten Lehmwellerbauweise wird der Lehm hingegen mit so viel Stroh angemischt, dass die Nase zu einer standfesten Wand angehäuft werden kann.
Die Gefache von Fachwerkhäusern wurden früher häufig entweder mit Lehmziegeln ausgemauert oder mit Weidengeflecht oder Holzstaken gefüllt und dann mit einer klebefeuchten Mischung mit gehäckseltem Stroh o. ä. Fasermaterial (auch „Weller“ genannt) beworfen (Klaiben).
Holzbalken werden in Lehmwände integriert, um Türzargen und Fensterrahmen herzustellen, um die Standfestigkeit, Maßhaltigkeit oder Tragfähigkeit zu erhöhen und um schwere Gegenstände daran befestigen zu können.
An der Wetterseite werden Lehmwände meist durch Kalkputz, eine Holzschalung, eine Verblechung oder durch Holz- oder Schieferschindeln vor Schlagregen geschützt. Zementhaltiger Mörtel hat ein anderes Ausdehnungsverhalten bei Feuchte- und Temperaturänderungen als Lehm und ist als Fassadenputz ungeeignet.
Neuerdings sind in Europa industriell gefertigte Lehmbausteine unterschiedlicher Formate, Lehmwandplatten, zum Teil mit Nut und Feder, und Lehmputze und -farben für den Innenausbau erhältlich.

### Temperaturregulierung und Dämmung
Aufgrund der hohen spezifischen Wärmekapazität sind Lehmwände in der Lage, Temperaturunterschiede auszugleichen. In warmen Regionen sorgen dicke Wände für ein angenehmes Innenklima. Lehm ist ein guter Wärmespeicher und Wärmeleiter. Durch Beimischung von dämmenden Materialien wie z. B. Korkschrot, Perlite, Vermiculite, Blähschiefer, Blähton oder pflanzliche Fasern kann die Wärmeleitfähigkeit herabgesetzt werden (Leichtlehm). In kälteren Regionen sollte eine zusätzliche Wärmedämmung an der Außenwand vorgesehen werden.

### Konstruktiver Feuchtigkeitsschutz
Lehmbaustoffe sind hydrophil und kapillar und halten angrenzende Baustoffe trocken, indem sie Wasser anziehen und später verdunsten lassen. Dauerhafte stärkere Durchfeuchtung führt jedoch zum Aufweichen des Lehms. Strömendes Wasser erodiert Lehmoberflächen.
In feuchten (humiden) Klimagebieten werden die Außenwände durch eine Vorsatzschale oder einen ausreichenden Dachüberstand vor ablaufendem Regenwasser geschützt. Aufsteigende Feuchtigkeit ist durch Sperrschichten in den Wänden oder Sockelmauerwerk aus dichtem Naturstein zu vermeiden.

### Befestigung von Gegenständen
Sofern der Lehm bei der Trocknung stark komprimiert wurde, können gewöhnliche Kunststoffdübel (mit nicht zu kleinem Durchmesser) verwendet werden.
Leichte Gegenstände wie Bilder und Badezimmerschränke können einfach durch das Einschlagen von Nägeln und das Einschrauben von Span- oder Trockenbauschrauben mit grobem Gewinde (ohne Vorbohren) befestigt werden. Gegebenenfalls sollte zunächst ein Lochblech mit mehreren Schrauben angebracht werden, welches die eigentlich lasttragende Schraube abstützt. Zur Vergrößerung der Traglast eignen sich alternativ spezielle Dübel zur Verwendung in Lehm, Porenbeton und Gipsbauplatten. Zum Tragen größerer Lasten müssen die Dübel besonders im Untergrund verankert werden. Zur Verteilung auftretender Druckspannung kann ein Holzbrett auf der Wandoberfläche aufgelegt oder in die Wand eingelassen werden.

## Bekannte Lehmbauten

Ansicht der Stadt Bam im Iran
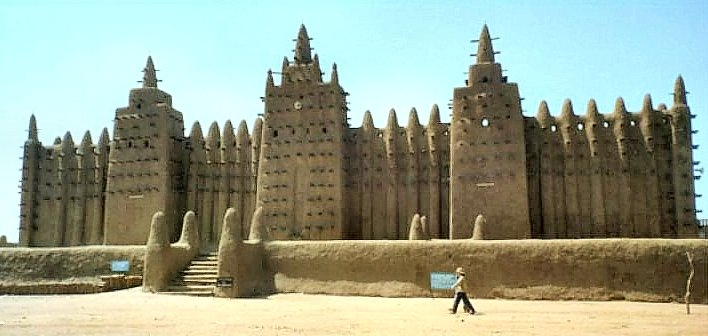
Große Moschee von Djenné in Mali
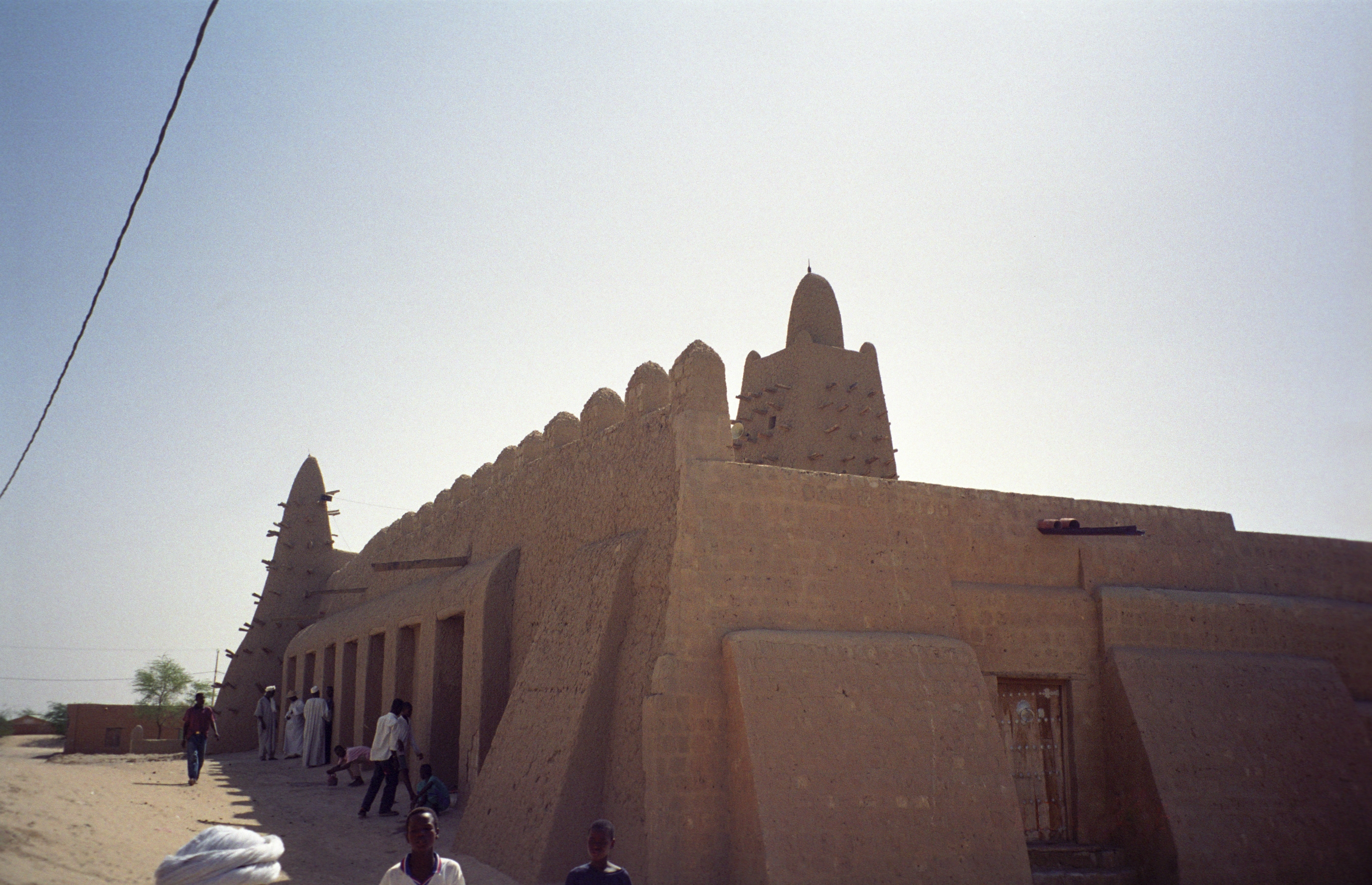
Djinger(e)-ber-Moschee in Mali
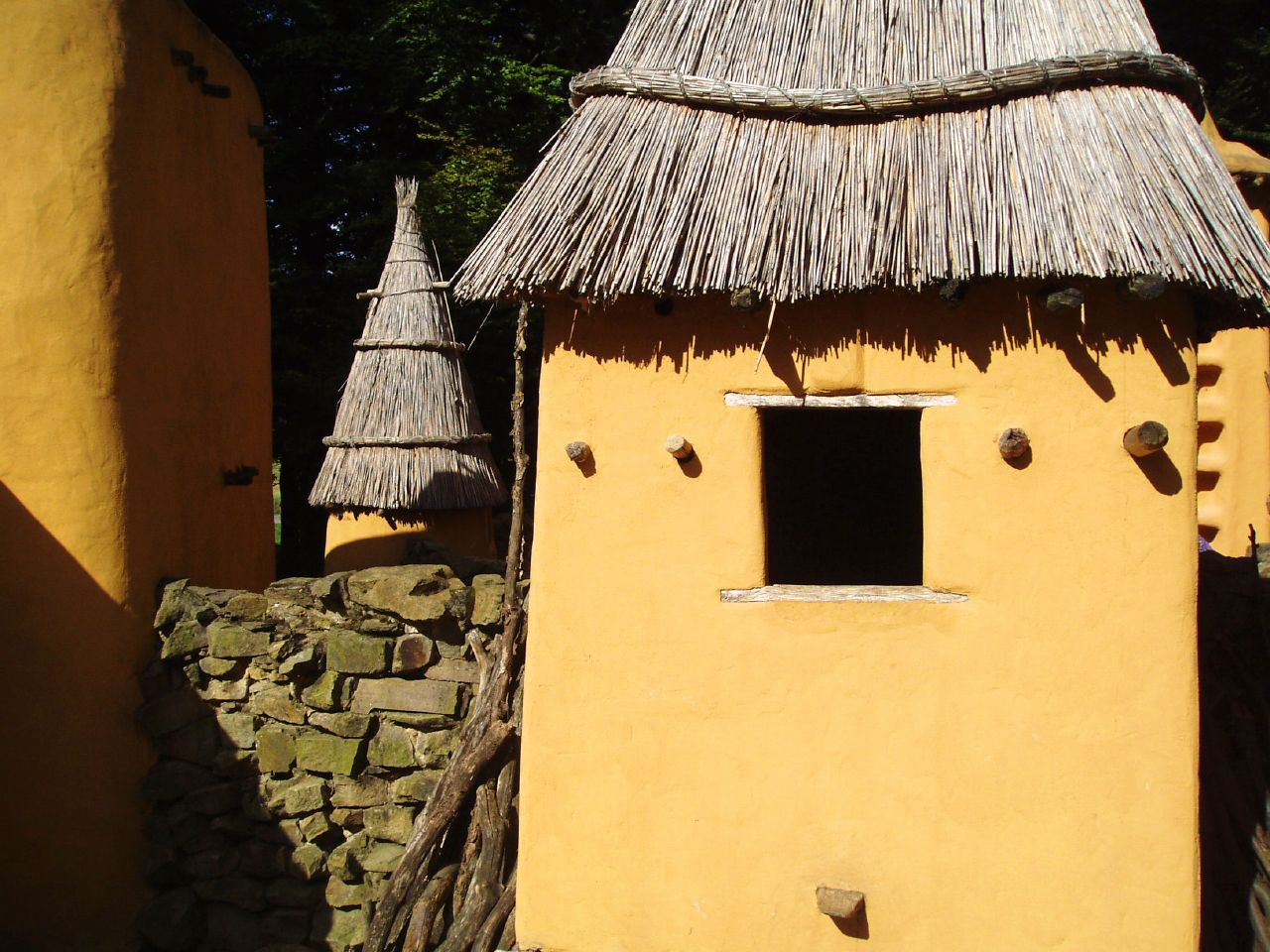
Lehmhäuser der Dogon in Mali
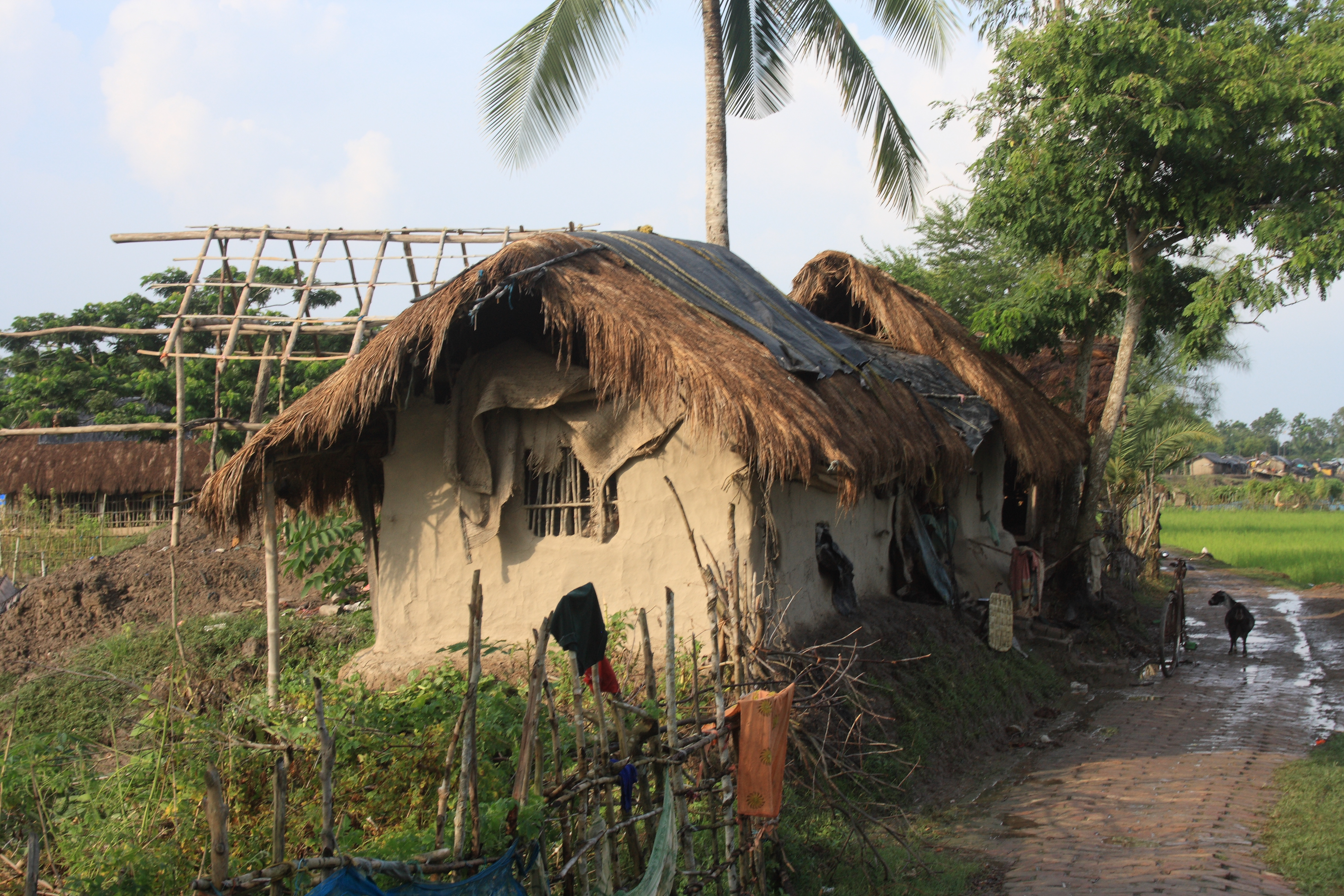
Einfaches indisches Bauernhaus aus Lehm im Gangesdelta
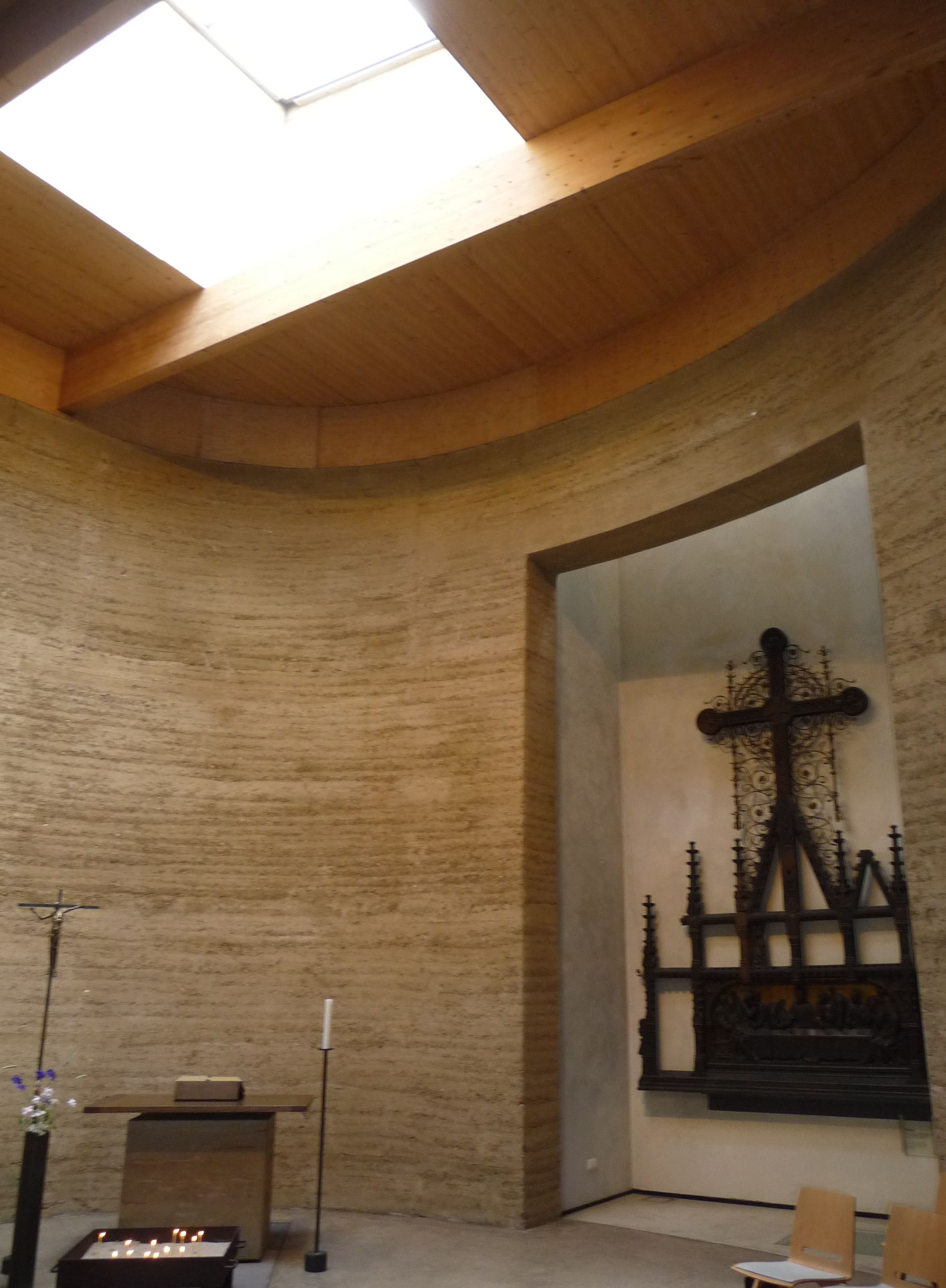
Kapelle der Versöhnung in Berlin
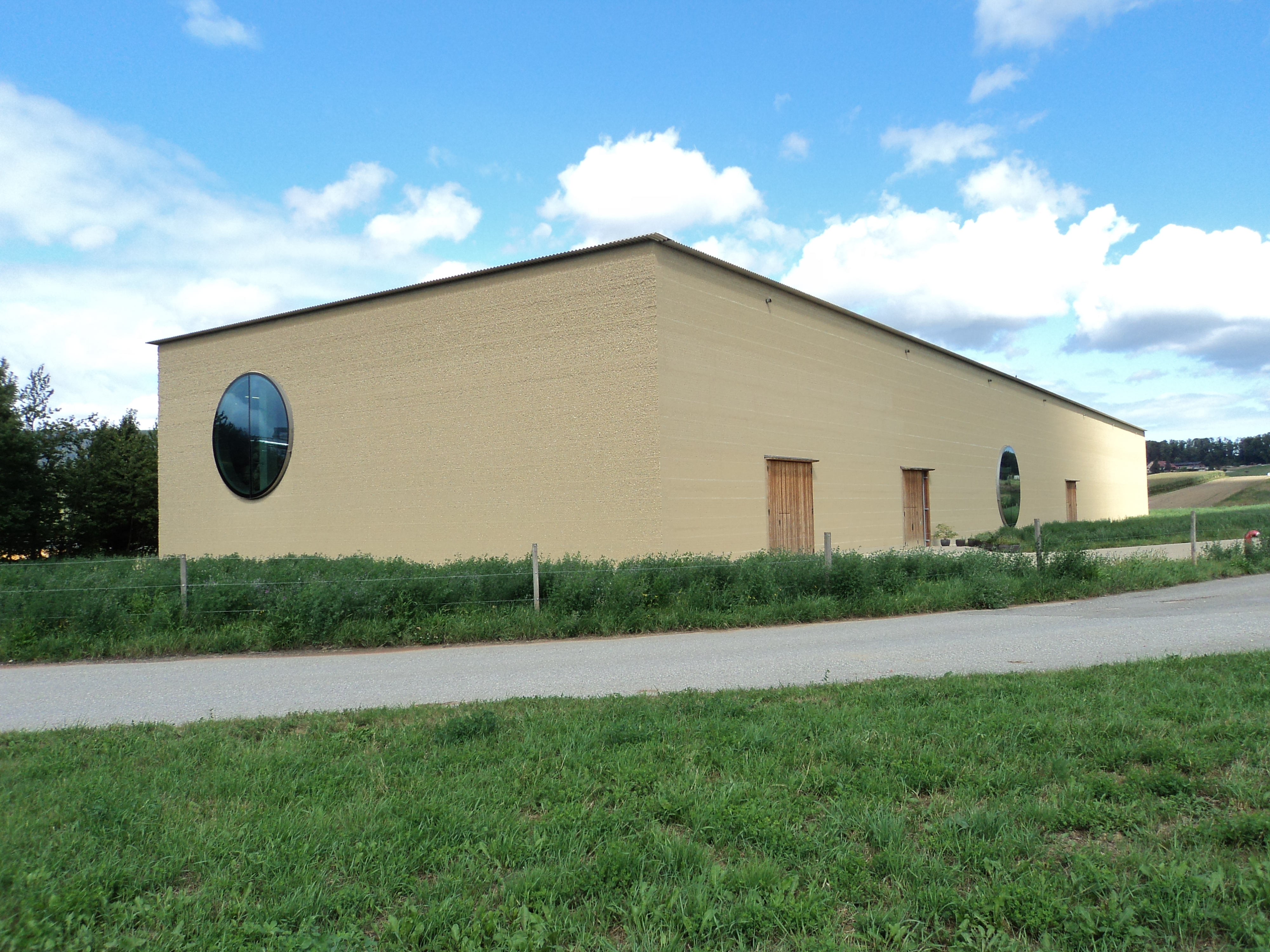
Lehmbau des Kräuterbonbon-Herstellers Ricola

- Das größte Lehmgebäude der Welt war die Zitadelle der iranischen Stadt Bam, die durch ein Erdbeben am 26. Dezember 2003 weitgehend zerstört wurde.
- Zahlreiche Lehmgebäude finden sich auch in den Städten Djenné und Timbuktu des Staates Mali. Die Stadt Djenné zählt ebenso wie die Große Moschee von Djenné zum Weltkulturerbe. In Timbuktu gehören die Lehmmoscheen von Timbuktu zum UNESCO-Welterbe.
- Auch die Berbergebiete im Süden Marokkos sind weltbekannt für ihre Lehmarchitektur (siehe Berberarchitektur).
- Bekannt ist auch die Lehmarchitektur auf der arabischen Halbinsel, insbesondere im Jemen; hier insbesondere im Norden (Saada) und Osten des Landes (Hadramaut). Auch in der Hauptstadt Sana'a sind neben Bauten aus gebrannten Ziegeln verschiedentlich ältere Lehmziegelhäuser erhalten.
- Das größte (Stampf-)Lehmgebäude in Deutschland ist ein 6-geschossiges Wohnhaus aus dem Jahr 1836 in Weilburg. Ein aktuelles Beispiel dieser Bautechnik ist die 1999 errichtete Kapelle der Versöhnung in Berlin als erster öffentlicher Stampflehmbau seit 150 Jahren.
- Das im Jahr 2019 bezogene Bürogebäude des Bio-Handelsunternehmens Alnatura ist Europas größtes Bürogebäude aus Lehm. Die 12 Meter hohe Fassade wurde aus insgesamt 384 Stampflehm-Elementen zusammengesetzt.[6] Die Elemente waren 350 cm breit, 70 cm tief und 100 cm lang dicken und wurden zu 32 selbsttragenden Elementen zusammengesetzt, die in der Mitte des Gebäudes mit einem Stahlbeton-Gerippe verbunden sind.[6][7]
- Das 2014 fertiggestellte Kräuterzentrum des Kräuterbonbon-Herstellers Ricola ist der größte Lehmbau Europas.[8] Aus 666 einzelnen Stampflehm-Elementen wurde die Fassade des 111 m langen, 28,9 m breiten und 10,8 m hohen Gebäudes zusammengesetzt. Der Lehm wurde in einem Umkreis von 10 Kilometern um die Baustelle herum gewonnen.[8]
- Das von der UNESCO zum Weltkulturerbe gekürte Schibam auf einer Talerhebung im Wadi Hadramaut im Südjemen wird wegen seiner bis zu neunstöckigen Hochhäuser gar als „Chicago der Wüste“ bezeichnet. Die alte Stadt umfasst eine Fläche von 250 × 350 Metern und ist für ihre mehrstöckigen Wohnhäuser aus Lehmziegeln berühmt. Viele der Gebäude sind bis zu 25 Meter hoch und haben ein Alter von bis zu 500 Jahren. Die Stabilität der Häuser wird unter anderem durch eine konsequente Verringerung der Mauerstärken nach oben gesichert, sowie durch ein rigides Modulsystem von Wand- und Fensterachsen und einem System von Holzsäulen und Holzdecken, mit denen die Lehmwände miteinander verzahnt sind. Die Lehmoberflächen müssen regelmäßig erneuert werden. Die Dächer und sensible Bauteile sind durch Kalkputz geschützt, der nur ca. alle 25 Jahre erneuert werden muss. Auch die Bergoasensiedlung von Aït-Ben-Haddou in Marokko ist als Weltkulturerbe anerkannt.

### Richtlinien
- Arbeitsgemeinschaft für zeitgemäßes Bauen e. V. (Hrsg.): Bauen in Schleswig-Holstein, Heft 1: Lehmbauordnung mit Ausführungsbestimmungen; Kiel 1947
- Ulrich Röhlen, Franz Volhard: Lehmbau Regeln. Begriffe – Baustoffe – Bauteile. 3. überarbeitete Auflage. Vieweg + Teubner, Wiesbaden 2009, ISBN 978-3-8348-0189-0 (= Praxis)

### Fachbücher
- Otto Kapfinger: Rammed Earth. Birkhäuser, Basel 2002, ISBN 3-7643-6461-0.
- Toni Miller: Lehmbaufibel. Darstellung der reinen Lehmbauweisen. (1947) Nachdruck: VDG Weimar und Bauhaus-Universitätsverlag, Kromsdorf 2015, ISBN 978-3-95773-084-8.
- Gernot Minke: Handbuch Lehmbau – Baustoffkunde, Techniken, Lehmarchitektur. 10. Auflage, Ökobuch, Staufen bei Freiburg 2022, ISBN 978-3-936896-41-1.
- Ulrich Röhlen, Christof Ziegert: Lehmbau Praxis. Planung und Ausführung. Bauwerk, Berlin 2010, ISBN 978-3-89932-125-8.
- Valentina Filemio: The Architecture and Mechanics of Earthen Structures (PDF). In: Karl-Eugen Kurrer, Werner Lorenz, Volker Wetzk (Hrsg.): Proceedings of the Third International Congress on Construction History. Neunplus, Berlin 2009, ISBN 978-3-936033-31-1, S. 579–586
- Franz Volhard: Bauen mit Leichtlehm: Handbuch für das Bauen mit Holz und Lehm. Birkhäuser Verlag, Basel/Berlin/Boston 2021, ISBN 978-3-0356-2402-1.

### Allgemeines
- Wolfgang Lenze: Fachwerkhäuser, restaurieren – sanieren – modernisieren. Materialien und Verfahren für eine dauerhafte Instandsetzung. 3. erweiterte Auflage. Fraunhofer-IRB, Stuttgart 2004, ISBN 3-8167-6431-2.
- Bernhard Kolb: Beispiele Biohaus. Bio- u. Solarhäuser im deutschsprachigen Raum. 2. Auflage. Müller, Karlsruhe 1984, ISBN 3-924466-01-7.
- Roger Boltshauser, Martin Rauch: Haus Rauch – Ein Modell moderner Lehmarchitektur / The Rauch House, A Modell of Modern Clay Architecture. Birkhäuser, Basel 2013, ISBN 978-3-03821-196-9.

### International
- Franziska Knoll, María Pastor Quiles, Claire-Anne de Chazelles, Louise Cooke: Von Lehmbroten, -ziegeln und -zöpfen  -  Ein viersprachiges Glossar der traditionellen Lehmbautechnik (Wände) (PDF-Datei), englischer Titel: On cob balls, adobe, and daubed straw plaits. A glossary on traditional earth building techniques for walls in four languages, Herausgeber Harald Meller, Landesamt für Denkmalpflege und Archäologie Sachsen-Anhalt, Juni 2020. ISBN 978-3-944507-95-8. Ein viersprachiges Wörterbuch und Überblick über Lehmbautechniken sowohl in archäologischen Zusammenhängen wie in lokalen Traditionen.
- Tom Leiermann: Shibam, Leben in Lehmtürmen. Weltkulturerbe im Jemen. Reichert, Wiesbaden 2009, ISBN 978-3-89500-644-9.